# Mette Knudsen (diplomat)
 For alternative betydninger, se Mette Knudsen (flertydig). (Se også artikler, som begynder med Mette Knudsen)
Mette Knudsen (født 31. august 1962 i Aarhus) er en dansk diplomat, der har været Danmarks ambassadør i Kenya siden september 2015, hvor hun afleverede sit akkreditiv fra Margrethe II til Kenyas præsident Uhuru Kenyatta. Før dette havde hun været Danmarks ambassadør i Grækenland siden 2012.
Hun er uddannet cand.scient.pol. fra Aarhus Universitet i 1992 og blev fuldmægtig i Udenrigsministeriet 1. november 1992. Efterfølgende (1995-1998) arbejdede hun som sekretær ved ambassaderne i først Tanzania og siden i Zambia. Fra 2004 og tre år frem var hun Danmarks ambassadør i Etiopien. Efterfølgende var hun chef for Afrikakontoret i Udenrigsministeriet. I sin tid i Etiopien arbejde hun også som repræsentant ved den Afrikanske Union og den Den Vestafrikanske Samarbejdsorganisation, Ecowas. Derudover har hun arbejdet med FN's udviklingsprogrammer og -fonde og humanitær bistand og OECD-området.